# Reggy Vandeputte
Reginald (Reggy) Albert Laurent Vandeputte (Liverpool, 14 juli 1915 - Knokke, 22 november 1980) was een Belgisch hockeyer.

## Levensloop
Vandeputte was actief bij Royal Antwerp HC.
Hij maakte deel uit van het Belgisch hockeyteam. Met de nationale ploeg nam hij onder meer deel aan de Olympische Zomerspelen van 1936.